# (5621) Erb
(5621) Erb est un astéroïde de la ceinture principale aréocroiseur.

## Description
(5621) Erb est un astéroïde aréocroiseur. Il présente une orbite caractérisée par un demi-grand axe de 2,30 UA, une excentricité de 0,39 et une inclinaison de 5,5° par rapport à l'écliptique.

## Compléments